# Heidi von Born
Karin Helena Adelheid (Heidi) von Born Hanson, född von Born 13 maj 1936 i Stockholm, död 29 november 2018, var en svensk författare och översättare.  

## Biografi
Heidi von Born var dotter till friherre Eric von Born och skribenten Birgit Möller. Efter att ha blivit moderlös 1945 tillbringade Heidi von Born sju år i Helsingfors. Från 17 års ålder var hon tidningsskribent på bland annat Veckorevyn, Vecko-Journalen, Västerviks-Tidningen, Dagens Nyheter, Svenska Dagbladet och Göteborgs-Tidningen. Hon var filosofie kandidat och filosofie hedersdoktor. 

## Författarskap
von Born debuterade 1956 med diktsamlingen Det förtrollade huset. Hennes romaner utspelar sig oftast i Vasastan i Stockholm.

## Översättningar
- 1988 – Katarinas märkliga äventyr av Elsa Morante
- 1988 – Dikter av Margaret Atwood
- 1989 – En ros, en ros mitt i detta snöiga landskap (dikter i urval av Arja Tiainen)
- 1993 – Hur man gör en man och andra tidsenliga betraktelser av Margaret Atwood

## Priser och utmärkelser
- 1964 – Boklotteriets stipendiat
- 1981 – Svenska Dagbladets litteraturpris för Hungerbarnen
- 1986 – Tidningen Vi:s litteraturpris
- 1994 – Bernspriset
- 1996 – Lars Ahlin-stipendiet
- 2000 – Beskowska resestipendiet
- 2004 – De Nios Vinterpris
- 2013 – Läsarnas Sveriges medalj
- Hedersdoktor vid Stockholms universitet
- Hedersdoktor vid University of Victoria, Kanada

## Filmatiseringar
- von Borns roman Hummerkriget filmatiserades 1986 för Sveriges Television, se Hummerkriget.[2]